# Maserati Levante
De Maserati Levante is de eerste SUV van de Italiaanse autofabrikant Maserati. De auto werd onthuld op 1 maart 2016 tijdens het Autosalon van Genève. De wagen lijkt in vele opzichten op de Maserati Kubang, een prototype uit 2011.
Bij zijn introductie was de auto leverbaar met een benzine- of een dieselmotor. Deze motoren worden ook gebruikt in de Ghibli en de Quattroporte. De 3,0L V6 dieselmotoren produceerden 275 pk en 250 pk, al was die laatste enkel voor de Italiaanse markt beschikbaar. Eind 2020 werd de Levante Diesel uit het aanbod verwijderd. De 3,0L twin-turbo V6 benzinemotoren van Ferrari leveren 350 pk in de Levante en 430 pk in de sportievere variant Levante S. Alle modellen zijn uitgerust met een 8-traps automatische transmissie en met de Maserati Q4-vierwielaandrijving.

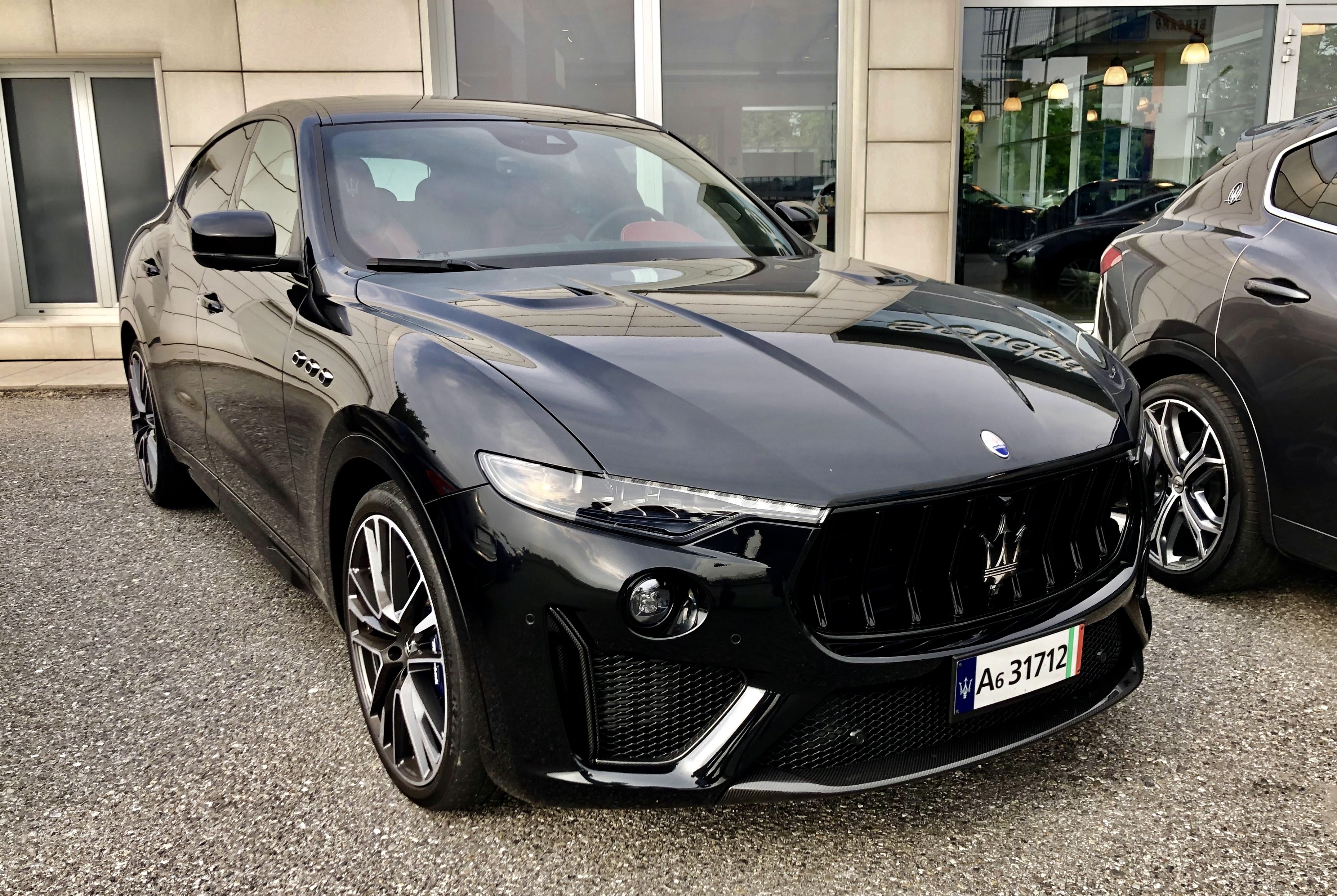
Maserati Levante Trofeo (2019)

In 2018 introduceerde Maserati op het Autosalon van New York twee nieuwe krachtigere varianten: de Levante GTS en de Levante Trofeo. Beide modellen zijn voorzien van een Ferrari 3,8L twin-turbo V8-benzinemotor. In de Levante GTS levert deze motor een vermogen van 530 pk, goed voor een topsnelheid van 292 km/u en een sprint van 0-100 km/u in 4,2 seconden. De Levante Trofeo, het topmodel van de SUV-reeks, gaat nog een stapje verder: met een vermogen van 580 pk sprint deze versie van 0-100 km/u in 4,1 seconden en haalt een topsnelheid van 300 km/u. Omdat deze 3,8L motor meer koeling vergt zijn de openingen in de bumper van de GTS en de Trofeo groter. De Trofeo heeft bijkomend ook koelopeningen in de motorkap.
De Levante Hybrid werd gepresenteerd op het autosalon van Shanghai in 2021. Deze versie beschikt over dezelfde motor als de Ghibli Hybrid: een 2,0L turbo benzinemotor in combinatie met een 48V half hybride systeem met "eBooster", een elektrische supercharger die in serie werkt met de turbo. De Levante Hybrid werd in juli 2021 beschikbaar.

## Motoren
| Type           | Motor     | Motor     | Motor                | Motor         | Topsnelheid | Jaartal    |
| Type           | Inhoud    | Cilinders | Brandstofvoorziening | Vermogen      | Topsnelheid | Jaartal    |
| -------------- | --------- | --------- | -------------------- | ------------- | ----------- | ---------- |
| Levante        | 2.979 cm³ | V6        | directe injectie     | 243 kW/330 pk | 240 km/u    | 2017-heden |
| Levante S      | 2.979 cm³ | V6        | directe injectie     | 316 kW/430 pk | 264 km/u    | 2016-heden |
| Levante GTS    | 3.799 cm³ | V8        | directe injectie     | 390 kW/530 pk | 292 km/u    | 2019-heden |
| Levante Trofeo | 3.799 cm³ | V8        | directe injectie     | 427 kW/580 pk | 300 km/u    | 2019-2020  |
| Levante Trofeo | 3.799 cm³ | V8        | directe injectie     | 427 kW/580 pk | 302 km/u    | 2020-heden |

| Type           | Motor     | Motor     | Motor                | Motor         | Topsnelheid | Jaartal   |
| Type           | Inhoud    | Cilinders | Brandstofvoorziening | Vermogen      | Topsnelheid | Jaartal   |
| -------------- | --------- | --------- | -------------------- | ------------- | ----------- | --------- |
| Levante Diesel | 2.987 cm³ | V6        | common-rail          | 184 kW/250 pk | 225 km/u    | 2016-2020 |
| Levante Diesel | 2.987 cm³ | V6        | common-rail          | 202 kW/275 pk | 230 km/u    | 2016-2020 |

1. ↑  Uitsluitend voor de Italiaanse markt
2. ↑  Uitsluitend voor de Europese markt

| Type           | Motor     | Motor     | Motor                | Motor         | Topsnelheid | Jaartal    |
| Type           | Inhoud    | Cilinders | Brandstofvoorziening | Vermogen      | Topsnelheid | Jaartal    |
| -------------- | --------- | --------- | -------------------- | ------------- | ----------- | ---------- |
| Levante Hybrid | 1.995 cm³ | L4        | directe injectie     | 243 kW/330 pk | 240 km/u    | 2021-heden |